# Nuba

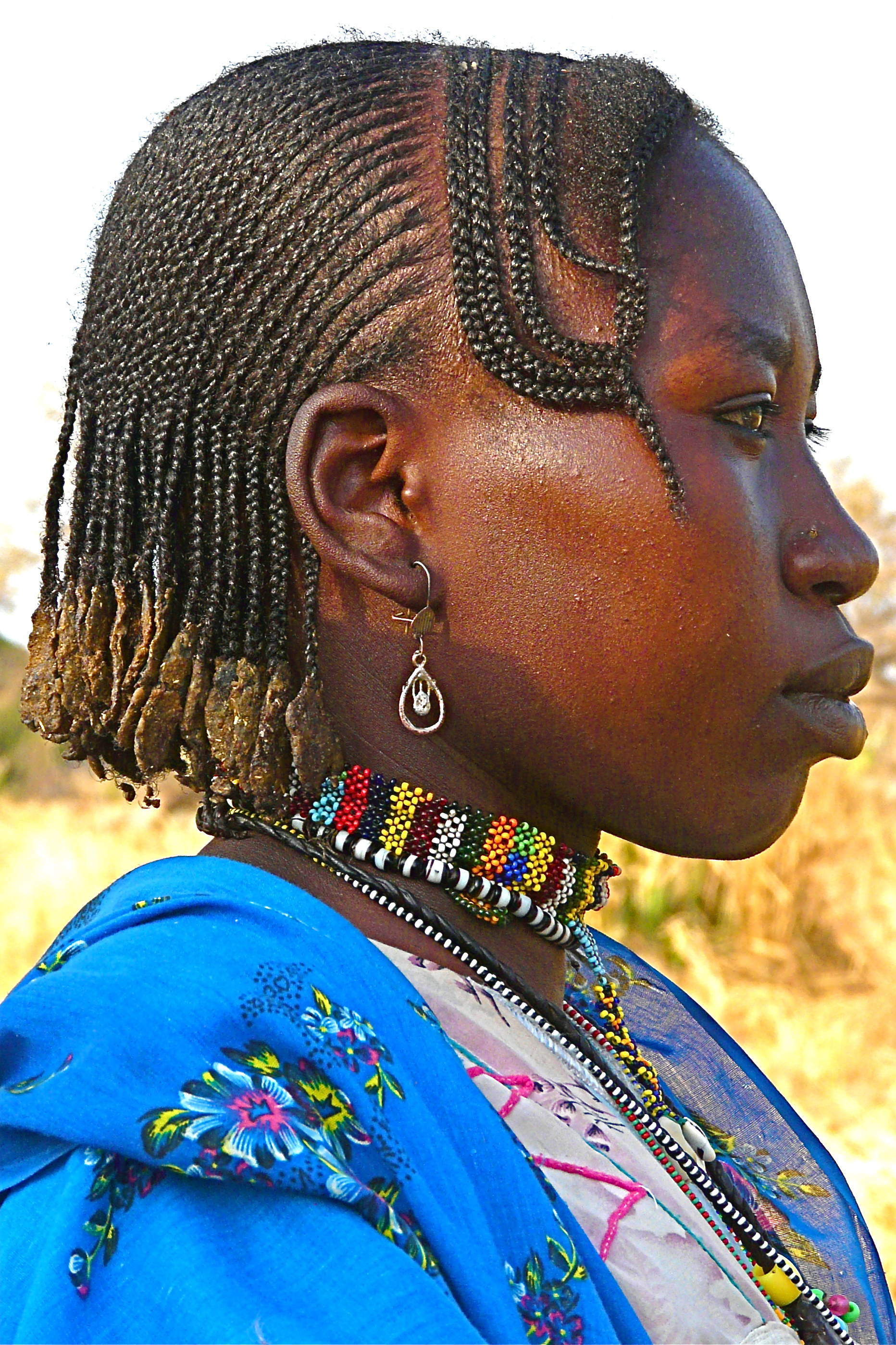
Eine Nuba-Frau

Nuba ist eine Sammelbezeichnung für verschiedene Ethnien, die in den Nuba-Bergen im Süden des Sudan leben. Sie sind die größte nichtarabische Volksgruppe im Sudan, ihre Bevölkerungszahl liegt bei über einer Million.
Früher wurde oft nicht zwischen Nubiern und Nuba unterschieden.

## Sprachen und Kultur
Die Nuba sprechen etwa 40 verschiedene Sprachen. Dazu gehören kordofanische Sprachen (ein ausschließlich in den Nuba-Bergen verbreiteter Primärzweig der Niger-Kongo-Sprachen), ferner bergnubische Sprachen – eine Untergruppe der nubischen Sprachen –, Daju-, Nyimang- und Temein-Sprachen, die alle zur ostsudanischen Untergruppe der nilosaharanischen Sprachfamilie gehören, sowie Kadu-Sprachen, deren Klassifikation ungeklärt ist. Die Sprachenvielfalt wird mit der Rolle der Nubaberge als altes Rückzugsgebiet für kleinere Volksgruppen erklärt. Das Arabische ist als Zweit- und Verkehrssprache verbreitet.
Nuba lebten traditionell weitgehend nackt, sie trugen nur Gürtel aus Rinden, buntem Stoff und Leder, schmückten sich aber – Männer und Frauen – durch Halsketten und v. a. durch Schmucknarben, die durch leichte Einritzungen der obersten Hautschichten entstanden, wobei die Haut der Männer tiefer eingeritzt wurde und die Narben dadurch stärker aufgewölbt waren. Es gab Rollenunterschiede zwischen Männern und Frauen, ein Mann konnte in Ausnahmefällen mehr als eine Frau haben. Jeder Frau stand dabei ein eigenes Haus zu.
Bekannt sind die zu jahreszeitlichen Festen veranstalteten Ringkämpfe und Tänze, bei denen der Genuss von Merisa (Hirsebier) eine wichtige Rolle spielt, und ihre besondere Art der Körperbemalung. Nuba sind heute zu einem überwiegenden Teil Muslime, einige sind Christen. Beide Religionen haben einen großen Anteil an afrikanischen Glaubenselementen aufgenommen.

## Geschichte

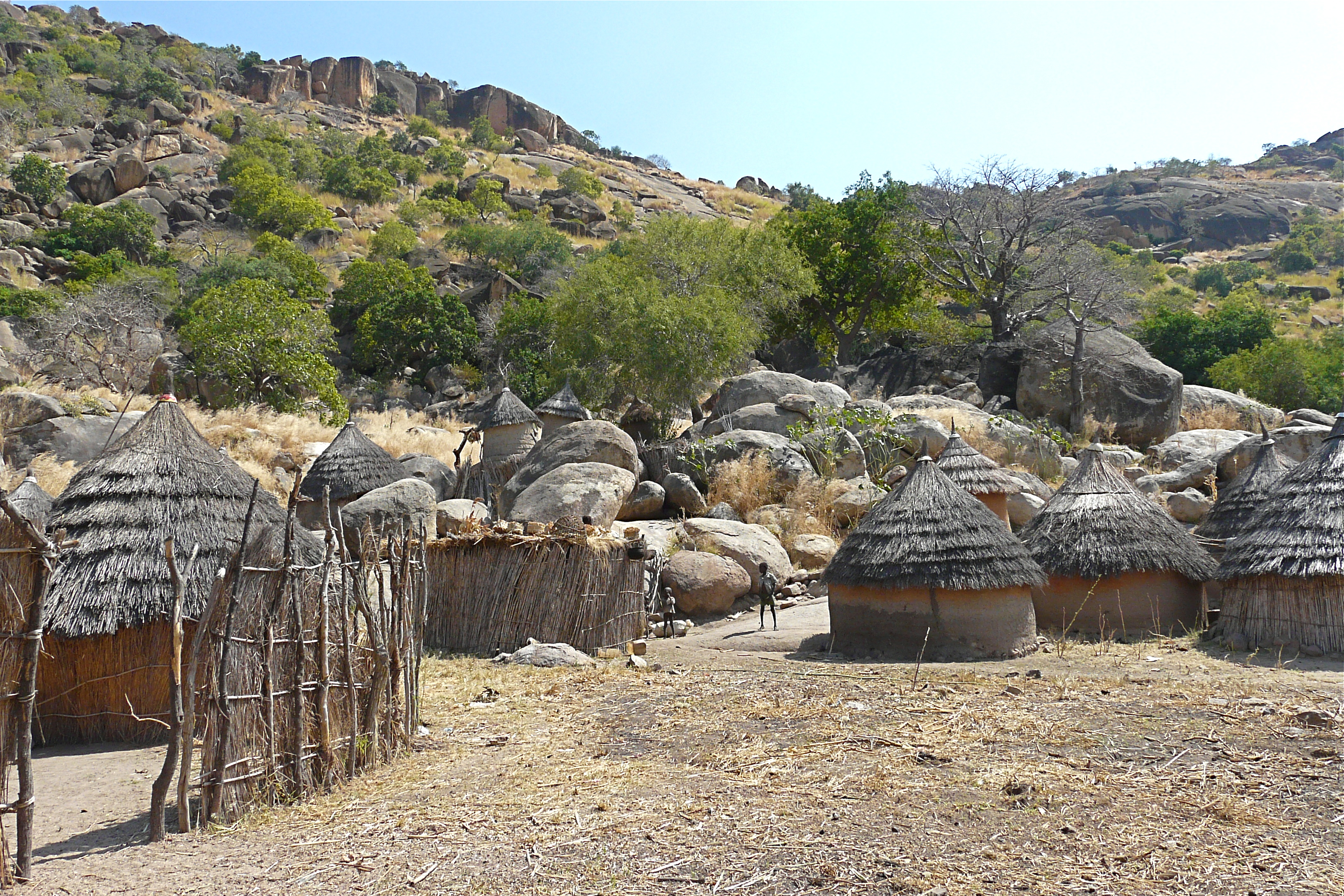
Nuba-Dorf

Der Ursprung der Nuba ist nicht zweifelsfrei geklärt. Einer Theorie zufolge sind sie Nachfahren der Kuschiter. Wahrscheinlich ist, dass sie ursprünglich in tiefer gelegenem Gelände gelebt hatten, bevor sie sich, wohl um Überfällen von Sklavenjägern zu entgehen, in die Berge zurückzogen. Dafür sprechen eigene Überlieferungen.
Die als Nuba bezeichneten Volksgruppen machen etwa 90 Prozent der Bevölkerung in den Nuba-Bergen aus. Die übrigen 10 Prozent sind arabische Viehhirten, die Baggara genannt werden und um 1800 einwanderten.
Im 19. Jahrhundert, besonders während der türkisch-ägyptischen Herrschaft und bis zur Herrschaft des Mahdi blühte der Handel mit Nuba-Sklaven, der von den Baggara als Zwischenhändlern betrieben wurde. Nuba flüchteten in Rückzugsgebiete in die Berge. Die britische Kolonialmacht versuchte die Nuba zur Rückkehr aus den Bergen zu bewegen und die Beziehungen zu den Arabern zu verbessern, indem sie ab 1922 das Gebiet isolierte. Arabische Händler benötigten nun eine besondere Erlaubnis, um in das Gebiet zu gelangen. 1937 wurde die Isolation aufgegeben und die Region Nord-Kordofan angeschlossen. Nuba litten weiterhin unter struktureller Benachteiligung aufgrund mangelnder Bildung und Unterentwicklung. Eine aggressive Assimilierungskampagne des arabischen Nordens ließ viele Nuba zum Islam übertreten. Während des ersten Bürgerkriegs im Südsudan, der mit der Unabhängigkeit Sudans 1956 begann, blieben die Nuba neutral und schlossen sich nicht dem Süden an.
Die Hauptursache für den Konflikt zwischen den Volksgruppen war 1968 die durch einen Weltbankkredit finanzierte Einführung der mechanisierten Landwirtschaft und die Landrechtsreform, die dies ermöglichte. Viele Nuba-Kleinbauern wurden enteignet und kommunales Land geriet in die Hände weniger Großgrundbesitzer, die über die Hälfte des fruchtbaren Landes in den Ebenen erhielten und mit den Baggara eine vorübergehende Allianz bildeten. Baggara verlagerten ihre Viehwanderrouten und beanspruchten nun Land der Kleinbauern.
Dadurch sympathisierten die Bauern beim zweiten Ausbruch des Bürgerkriegs 1983 mit den südsudanesischen SPLA-Rebellen. Ab 1985 wurden die Baggara von der nordsudanesischen Regierung mit Waffen versorgt, damit begann der Krieg auch in den Nuba-Bergen. Nuba waren von schweren Menschenrechtsverletzungen, Hunger, Vertreibung und der Verschleppung von Zivilisten als Sklaven betroffen. 1992 rief die Regierung den Dschihad gegen die Nuba aus. In der Folge wurde der Regierung vorgeworfen, eine „ethnische Säuberung“ der Nubaberge bis hin zum Völkermord zu betreiben. 2002 beendete das Bürgenstock-Abkommen den Bürgerkrieg in den Nubabergen vorübergehend.
Ab 2011 war es Hilfsorganisationen für mindestens 3 Jahre nicht möglich, das Gebiet zu besuchen. Ein Teil des Gebietes war nicht unter Kontrolle der Regierung und wurde bombardiert und mit Bodentruppen umkämpft. 2016 erfolgte eine weitere Bodenoffensive. Der Krieg dauerte auch noch an, als in Sudan zum Jahreswechsel 2018/2019 Proteste gegen die Regierung aufkamen.
Die Situation für die Nuba hat sich weiter verschlechtert, seit im April 2023 der Kampf um die Macht zwischen zwei Generälen ausgebrochen ist, die zunächst gemeinsam gegen die demokratische Übergangsregierung im Sudan geputscht hatten. Die Rebellenmiliz Sudan People's Liberation Movement-North versucht verstärkt, in den Nubabergen ihr Einflussgebiet auszuweiten und in dem quasiautonomen Gebiet eigene Verwaltungsstrukturen aufzubauen. Sie hat in letzter Zeit eine ganze Reihe von Stützpunkten der sudanesischen Armee samt vieler Waffen übernommen.
Den Deutschen bekannt wurden die Nuba erst durch den britischen Fotografen George Rodger und seit den 1970er Jahren vor allem durch die Fotoarbeiten von Leni Riefenstahl. Eine bekannte Nuba ist Mende Nazer.

## Wirtschaft

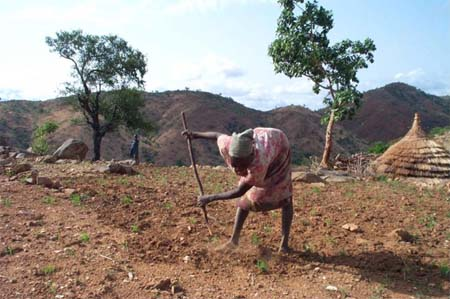
Landwirtschaft auf den Hügeln …

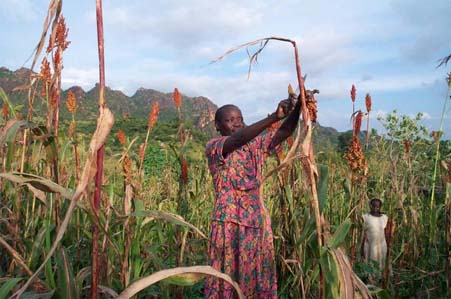
… und in tiefer gelegenem Gelände zwischen den Hügeln

Die Nuba leben hauptsächlich von der Landwirtschaft, insbesondere dem Hirseanbau. Daneben werden auch noch andere Feldfrüchte wie Mais angebaut und Viehhaltung betrieben. Traditionell nutzten die Nuba vor allem das fruchtbare Flachland zwischen den Hügeln für den Ackerbau. Dies wurde ihnen in der Zeit des Bürgerkrieges erschwert, da sie sich auf die Hügel zurückziehen mussten, wo sie nur wenig anbauen konnten. Auch versuchte die sudanesische Regierung, in dem Gebiet den Anbau auf Großfarmen zu fördern und hierzu die Nuba-Kleinbauern zu verdrängen.

## Liste der Nuba-Ethnien
| - Dilling - Heiban - Kadaru - Kanga - Karko - Katla | - Keiga - Koalib - Krongo - Logol - Mesakin - Moro | - Nyimang - Otoro - Tagale - Talodi - Tira |